# Celastrus obovatifolius
Celastrus obovatifolius är en benvedsväxtart som beskrevs av X.Y.Mu och Z.X.Zhang. Celastrus obovatifolius ingår i släktet Celastrus och familjen Celastraceae. Inga underarter finns listade.